# Mark Atkins
Mark Atkins é um músico australiano cuja especialidade é tocar didgeridoo.
Mark também é um contador de histórias, compositor e pintor. Ele descende do povo Yamitji da Austrália Ocidental. Em 1990, foi o vencedor do concurso  Golden Didjeridu. Já trabalhou com Robert Plant, Jimmy Page, Led Zeppelin, Philip Glass e Orquestra Filarmônica de Londres entre outros. 

## Discografia
- Didgeridoo Concerto (1994)
- Plays Didgeridoo (1995)
- Didgeridoo Dreamtime (1999)
- The Sound of Gondwana: 176,000 Years in the Making (compilação) (1997)
- The Rough Guide to Australian Aboriginal Music (compilação)
- City Circles.
- Ankala : Rhythms from the outer core
- Ankala & World Orchestra : Didje Blows the Games
- Walkabout.
- Creeper Vines and Time
- "Didge Odyssey" (2006)
- "The Reason To Breathe" (2006)